# Carl Werner (konstnär)
Carl Friedrich Heinrich Werner, född den 4 oktober 1808 i Weimar, död den 10 januari 1894 i Leipzig, var en tysk målare.
Werner studerade i Leipzig och München, vistades 20 år i Italien, reste därefter i England, Spanien, Orienten, Egypten och Grekland, överallt under flitigt studium. Hans akvarellmålningar (landskap, arkitektur, genremotiv) är otaliga, och han blev räknad som en av de främsta inom denna konstart. Werner blev professor i Leipzig. Bland hans många lärjungar kan nämnas Ludwig Passini och Georg von Rosen, som 1860 målade akvarell under hans ledning.